# Waschteich Reuth
Koordinaten: 50° 40′ 3″ N, 12° 19′ 4″ O
Der Waschteich Reuth ist ein Teich, ein Naturschutzgebiet und ein FFH-Gebiet im  Neumarker Ortsteil Reuth im Vogtlandkreis in Sachsen.

## Details

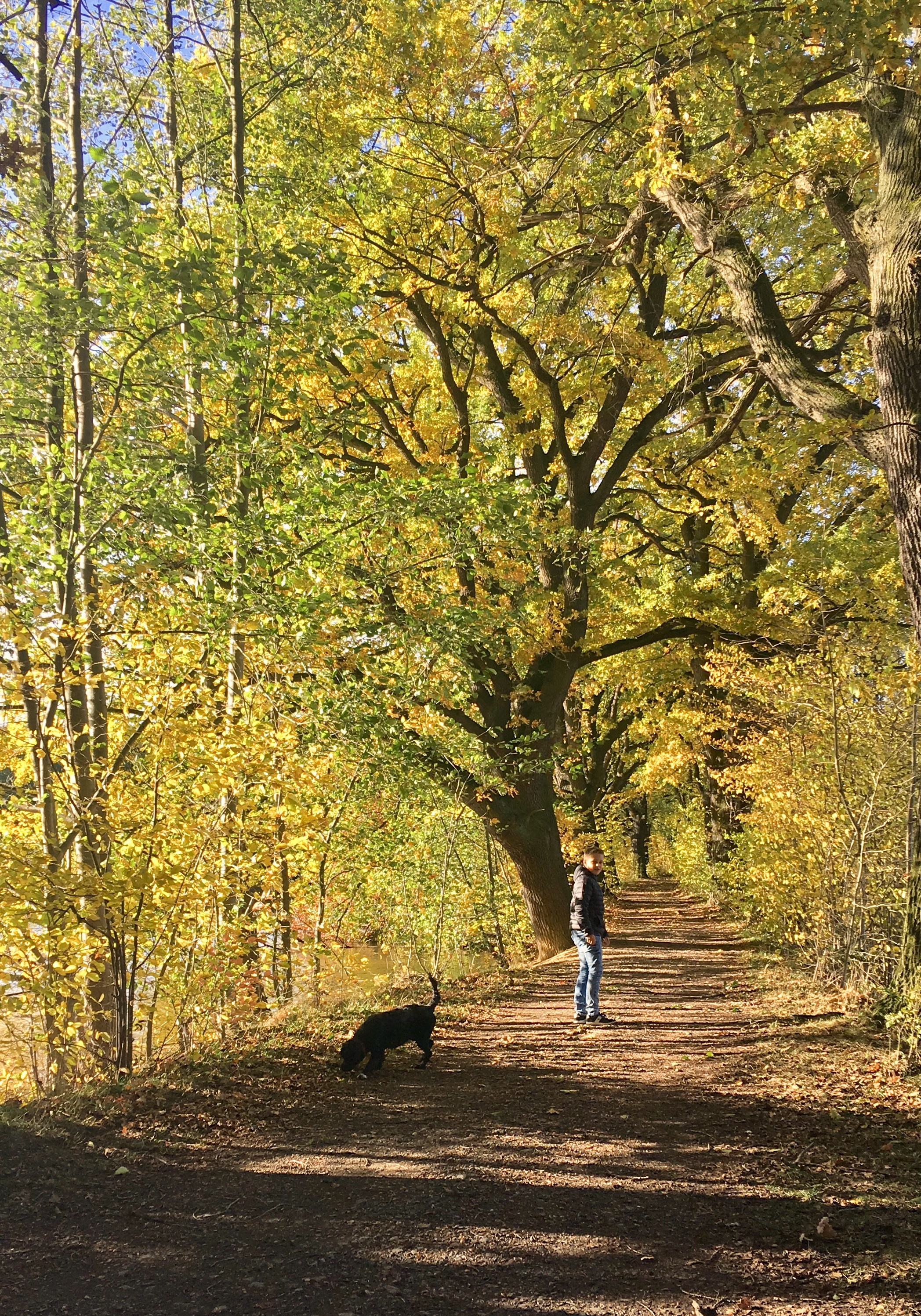
Im Naturschutzgebiet Waschteich Reuth

Das rund 16 ha große FFH-Gebiet Waschteich Reuth umfasst den Waschteich sowie angrenzende Wald- und Offenlandflächen und wurde 2011 festgesetzt. Es handelt sich um einen größeren Teich mit einem ausgedehnten Verlandungsgürtel einschließlich Schwimmblattvegetation, angrenzend feuchte bis nasse Wiesen und Labkraut-Eichen-Hainbuchenwald. Das Gebiet erstreckt sich westlich von Reuth, einem Ortsteil der Gemeinde Neumark, und südöstlich von Gottesgrün, einem Ortsteil der Landgemeinde Mohlsdorf-Teichwolframsdorf im Landkreis Greiz in Thüringen. Am westlichen Rand des Gebietes verläuft die Landesgrenze zu Thüringen, östlich verläuft die Kreisstraße K 7803 und südöstlich die K 7817. Durch das Gebiet fließt der Aubach, ein rechter Zufluss der Weißen Elster.

## Naturschutzgebiet Waschteich Reuth
Das rund 21,2 ha große Naturschutzgebiet Waschteich Reuth mit der NSG-Nr. C 03 wurde im Jahr 1995 unter Naturschutz gestellt. Hierzu gehört auch der Obere Schafteich. Das Flächennaturdenkmal Oberer Schafteich Reuth umfasst eine Fläche von 1,038 Hektar und wurde 1982 unter Schutz gestellt.